# Kreis Stolzenau
| Basisdaten                                         | Basisdaten          |
| -------------------------------------------------- | ------------------- |
| Preußische Provinz                                 | Hannover            |
| Regierungsbezirk                                   | Hannover            |
| Verwaltungssitz                                    | Stolzenau           |
| Bestandszeitraum                                   | 1885–1932           |
| Fläche                                             | 628 km² (1925)      |
| Einwohner                                          | 30.187 (1925)       |
| Bevölkerungsdichte                                 | 48 Einw./km² (1925) |
| Gemeinden                                          | 47 (1932)           |
| Lage des Kreises Stolzenau in der Provinz Hannover |                     |
|                                                    |                     |

Der Kreis Stolzenau war von 1885 bis 1932 ein Landkreis in der preußischen Provinz Hannover. Der Kreissitz war in Stolzenau.

## Geschichte
Der Kreis Stolzenau wurde 1885 aus dem Amt Stolzenau und Teilen des Amtes Uchte gebildet. Bei der Kreisreform 1932 wurde der Kreis in den benachbarten Kreis Nienburg/Weser eingegliedert.

## Landräte
- Ernst Meyer (1885–1888)
- Eduard Heye (1888–1902)
- Wilhelm Bergmann (1902–1918)
- Maximilian von Asseburg-Neindorf (1918–1920)
- Rembert von Münchhausen (1920–1923)
- Wilhelm von Reck (1923–1932)[1]

## Einwohnerentwicklung
| Einwohner       | 1890   | 1900   | 1910   | 1925   |
| --------------- | ------ | ------ | ------ | ------ |
| Kreis Stolzenau | 27.065 | 27.594 | 29.503 | 30.817 |

## Gemeinden
Die folgende Tabelle enthält die Gemeinden des Kreises Stolzenau mit ihrer Einwohnerzahl von 1910:
| Gemeinde           | Einwohner | Gemeinde       | Einwohner | Gemeinde          | Einwohner | Gemeinde             | Einwohner |
| ------------------ | --------- | -------------- | --------- | ----------------- | --------- | -------------------- | --------- |
| Anemolter          | 408       | Bad Rehburg    | 469       | Bohnhorst         | 832       | Bruchhagen           | 275       |
| Brüninghorstedt    | 221       | Deblinghausen  | 464       | Diepenau, Flecken | 456       | Diethe               | 288       |
| Düdinghausen       | 374       | Essern         | 786       | Frestorf          | 250       | Großenvörde          | 556       |
| Hahnenberg         | 44        | Hamme          | 99        | Harrienstedt      | 575       | Hesterberg           | 361       |
| Hibben             | 492       | Höfen          | 297       | Holzhausen        | 431       | Hoysinghausen        | 486       |
| Huddestorf         | 668       | Jenhorst       | 383       | Kleinenheerse     | 341       | Landesbergen         | 1.277     |
| Lavelsloh          | 879       | Leese          | 1.126     | Loccum            | 1.759     | Lohe (später Lohhof) | 209       |
| Münchehagen        | 1.652     | Müsleringen    | 387       | Nendorf           | 1.029     | Nordel               | 438       |
| Raddestorf         | 367       | Rehburg, Stadt | 1.444     | Sapelloh          | 648       | Sarninghausen        | 269       |
| Schinna            | 275       | Sehnsen        | 168       | Steinbrink        | 426       | Steyerberg, Flecken  | 1.111     |
| Stolzenau, Flecken | 1.606     | Uchte, Flecken | 1.366     | Voigtei           | 265       | Warmsen              | 800       |
| Wellie             | 323       | Wiedensahl     | 975       | Winzlar           | 654       | Woltringhausen       | 377       |

Bis zu seiner Auflösung in den 1920er Jahren bestand im Kreis Stolzenau außerdem der Gutsbezirk Kloster Loccum. Die Gemeinde Hamme wurde 1929 nach Uchte eingemeindet.